# Mean Mr. Mustard
Mean Mr. Mustard (englisch sinngemäß für: Gemeiner Herr Mustard) ist ein Lied der britischen Band The Beatles, das 1969 auf ihrem elften Studioalbum Abbey Road veröffentlicht wurde. Komponiert wurde es von John Lennon und Paul McCartney und unter der Autorenangabe Lennon/McCartney veröffentlicht.

## Hintergrund
Mean Mr. Mustard basiert hauptsächlich auf den musikalischen Ideen von John Lennon.
Mitte Februar 1968 reisten die Beatles mit ihren Frauen nach Rishikesh (Indien), wo ein mehrwöchiger Meditationskurs des Maharishi Mahesh Yogi stattfand. Ringo Starr kehrte bereits Anfang März nach England zurück, Paul McCartney folgte drei Wochen später. John Lennon und George Harrison verließen Indien erst Mitte April. Während des Indienaufenthalts schrieben die Beatles die Mehrzahl der Lieder für ihr neues Album. So war Mean Mr. Mustard eines der Lieder, die Lennon in Indien schrieb. Mean Mr. Mustard gehört zu den Esher Demos, die Ende Mai 1968 im Haus von George Harrison aufgenommen wurden. Das Lied wurde aber nicht für das Album The Beatles aufgenommen.
Wie Mean Mr. Mustard wurden auch folgende Esher Demos nicht für das Album The Beatles verwendet:
- Circles
- Child of Nature
- Junk
- Sour Milk Sea
- Polythene Pam
- Not Guilty
- What’s the New Mary Jane

Mean Mr. Mustard basiert auf einem geizigen Mann, John Alexander Mustard, über den Lennon am 7. Juni 1967 im Daily Mirror gelesen hatte. Mustard, ein 65-jähriger Schotte, war von seiner Frau wegen seiner angeblichen Gemeinheit vor ein Scheidungsgericht gebracht worden.
Mean Mr. Mustard wurde im Januar 1969 während der Get Back / Let It Be-Session mehrmals geprobt.
Ursprünglich kam im Lied die Textzeile „his sister Shirley“ vor, wurde aber – um eine Verbindung zu dem Lied Polythene Pam herzustellen – in „his sister Pam“ geändert.
Bei der Fertigstellung des Albums Abbey Road wurde beim Finale Her Majesty, das sich zwischen Mean Mr. Mustard und Polythene Pam befand, herausgeschnitten, sodass die beiden Lieder in der endgültigen Fassung aufeinander folgen.

## Aufnahme
Mean Mr. Mustard wurde am 24. Juli 1969 in den Londoner Abbey Road Studios (Studio 2) mit dem Produzenten George Martin aufgenommen. Geoff Emerick und Phil McDonald waren die Toningenieure der Aufnahmen. Die Beatles nahmen 35 Takes auf. Mean Mr. Mustard wurde als Einheit mit dem Titel Sun King eingespielt.
In einer siebenstündigen Aufnahmesession zwischen 15:30 und 22:30 Uhr wurden neben Mean Mr. Mustard / Sun King noch die Lieder Ain’t She Sweet sowie Who Slapped John? und Be-Bop-A-Lula in einer Jam-Session eingespielt. Am 25. und 29. Juli wurden Overdubs auf den Take 35 aufgenommen.
Am 14. August erfolgte die Stereoabmischung der Lieder Mean Mr. Mustard / Sun King.
Besetzung:
- John Lennon: Rhythmusgitarre, Klavier, Gesang
- Paul McCartney: Bass, Hintergrundgesang
- George Harrison: Leadgitarre
- Ringo Starr: Schlagzeug, Tamburin, Maracas

## Veröffentlichungen
- Am 26. September 1969 erschien in Deutschland das 15. Beatles-Album Abbey Road, auf dem Mean Mr. Mustard enthalten ist. In Großbritannien wurde das Album ebenfalls am 26. September veröffentlicht, dort war es das zwölfte Beatles-Album. In den USA erschien das Album fünf Tage später, am 1. Oktober, dort war es das 18. Album der Beatles.
- Am 25. Oktober 1996 wurde das Kompilationsalbum Anthology 3 veröffentlicht, auf dem sich die gekürzte Demoversion aus dem Jahr 1968 befindet.
- Am 9. November 2018 erschien die 50-jährige Jubiläumsausgabe des Albums The Beatles (Super Deluxe Box), auf dieser befindet sich die ungekürzte Demoversion.
- Am 27. September 2019 erschien die 50-jährige Jubiläumsausgabe des Albums Abbey Road (Super Deluxe Box), auf dieser befindet sich eine bisher unveröffentlichte Version (Take 20) von Mean Mr. Mustard.

## Coverversionen
Folgend eine kleine Auswahl:
- Frankie Howerd – Sgt. Pepper's Lonely Hearts Club Band (Soundtrack) [1]
- The Punkles – For Sale [2]
- Rock4 – Abbey Road [3]